# Ciklider
Ciklider, alternativt cichlider eller brokabborrar (Cichlidae), är en familj i underordningen läppfisklika fiskar som tillhör ordningen abborrartade fiskar. Cikliderna är närmast besläktade med de havslevande familjerna läppfiskar (Labridae), frökenfiskar (Pomacentridae) och bränningsabborrar (Embiotocidae). Cikliderna hör, med ett fåtal undantag, hemma i sötvatten. Det som förenar de läppfisklika fiskarna är framför allt svalgbenens utformning och upphängning.
Ciklider förekommer i Sydamerika och norr ut till södra USA, i Afrika söder om Sahara, Mellanöstern, samt tre arter i Indien och Sri Lanka. De 17 arter som förekommer på Madagaskar är starkt hotade. Cikliderna är intelligenta, och har ett högt socialt medvetande och beteende, varför de är mycket populära som akvariefiskar. Flertalet arter är emellertid ganska stridslystna och revirhävdande samt därtill rovgiriga och glupska, varför de helst hålls i specialakvarier. Men det finns ett flertal "snälla" arter som väl lämpar sig tillsammans med andra typer av akvariefisk i ett så kallat sällskapsakvarium. En av dessa är palettcikliden, en art som dessutom är lämplig för nybörjarakvaristen.
Familjen omfattar minst 1300 arter fördelade på 105 släkten. Storleken varierar från några centimeter (som de cirka fyra centimeter långa dvärgcikliderna, till exempel Apistogramma-arterna) till stora rovfiskar av runt en meters längd (Cichla i Sydamerika, Boulengerochromis i Afrika). Kroppsformen varierar från extremt tillplattad från sidorna (Symphysodon, Pterophyllum) till spolformigt långsträckt (Teleogramma, Crenicichla). Födan varierar likaså; allmänna rovfiskar, planktonätare, växtätare, fjällätare och yngeltjuvar finns alla representerade. Alla ciklidarter har någon form av yngelvård. Vissa är viktiga matfiskar, främst arter inom släktet Tilapia som också odlas i många delar av världen, bland annat i Afrika och Asien.
Under sista delen av 1960-talet inleddes den successiva introduktionen bland akvarister av ciklidarter från sjöarna i stora gravsänkan Rift Valley i Östafrika – framförallt Malawisjön, Tanganyikasjön och Viktoriasjön men också från Turkanasjön, Edwardsjön, Albertsjön, Kivusjön, Georgesjön, Kyogasjön, Nawampasasjön, Malombesjön och en rad andra mindre sjöar. Mest spridd bland akvaristerna blev snart en grupp ciklider från Malawisjön, populärt kallad Mbuna. Dessa arter är munruvare, polygama och färggranna och kom för många att under 1970- och 1980-talet bli synonymt med begreppet "ciklider". Då cikliderna utgör en betydligt mer artrik och mer biologiskt mångfacetterad grupp än så, är en sådan grov förenkling emellertid inte korrekt.

## Taxonomi
Sven O. Kullander (1998) redovisar åtta underfamiljer av ciklider: Astronotinae, Cichlasomatinae, Cichlinae, Etroplinae, Geophaginae, Heterochromidinae, Pseudocrenilabrinae och Retroculinae. En nionde underfamilj, Ptychochrominae, har senare erkänts av John S. Sparks och William Leo Smith.
En stor del av ciklidfamiljen är under taxonomisk omarbetning, varför korrekt namngivning kan vara vansklig. Särskilt gäller detta Cichlasoma-gruppen, samtliga Malawi- och tanganyikaciklider och släktet Tilapia. Tillsammans utgör dessa en mycket stor andel av familjens arter.

## Akvaristik
Cikliderna indelas inom akvaristiken i olika grupper, bland annat efter släktskap, men ibland också efter ursprung:
- Amerikanska ciklider
  - Dvärgciklider
  - Diskusfiskar (Symphysodon)
  - Skalarer (Pterophyllum)
  - Cichlasoma-gruppen
  - Övriga amerikanska ciklider
- Afrikanska ciklider
  - Malawisjön
    - Mbuna
    - Nkata
    - Frilevande
    - Andra malawiciklider

  - Tanganyikaciklider
    - Snäckskalslekare
    - Frilevande
    - Andra Tanganyikaciklider

  - Tilapia
  - Haplochromis
  - Västafrikanska ciklider, ciklider från Västafrika, till exempel palettciklid, Pelvicachromis pulcher, släktet Nanochromis och lejonhuvudciklid, Steatocranus casuarius.
  - Madagaskarciklider
  - Övriga afrikanska ciklider, till exempel från Nilen och Kongofloden och kusterna. Dessa kustlevande ciklider finns ofta i bräckt vatten.
- Asiatiska ciklider
  - Etroplus
  - Iranocichla
  - Haplochromis
  - Oreochromis
  - Sarotherodon
  - Tilapia
  - Tristramella

## Släkten
| - Acarichthys Eigenmann, 1912 - Acaronia Myers, 1940 - Aequidens Eigenmann & Bray, 1894 - Allochromis Greenwood, 1980 - Alticorpus Stauffer & McKaye, 1988 - Altolamprologus Poll, 1986 - Amatitlania Schmitter-Soto, 2007 - Amphilophus Agassiz, 1859 - Anomalochromis Greenwood, 1985 - Apistogramma Regan, 1913 - Apistogrammoides Meinken, 1965 - Archocentrus Gill, 1877 - Aristochromis Trewavas, 1935 - Astatoreochromis Pellegrin, 1904 - Astatotilapia Pellegrin, 1904 - Astronotus Swainson, 1839 - Aulonocara Regan, 1922 - Aulonocranus Regan, 1920 - Australoheros Rican & Kullander, 2006 - Baileychromis Poll, 1986 - Bathybates Boulenger, 1898 - Benitochromis Lamboj, 2001 - Benthochromis Poll, 1986 - Biotodoma Eigenmann & Kennedy, 1903 - Biotoecus Eigenmann & Kennedy, 1903 - Boulengerochromis Pellegrin, 1904 - Buccochromis Eccles & Trewavas, 1989 - Bujurquina Kullander, 1986 - Callochromis Regan, 1920 - Caprichromis Eccles & Trewavas, 1989 - Caquetaia Fowler, 1945 - Cardiopharynx Poll, 1942 - Chaetobranchopsis Steindachner, 1875 - Chaetobranchus Heckel, 1840 - Chalinochromis Poll, 1974 - Champsochromis Boulenger, 1915 - Cheilochromis Eccles & Trewavas, 1989 - Chetia Trewavas 1961 - Chilochromis Boulenger, 1902 - Chilotilapia Boulenger, 1908 - Chromidotilapia Boulenger, 1898 - Cichla Schneider, 1801 - Cichlasoma Swainson, 1839 - Cleithracara Kullander & Nijssen, 1989 - Congochromis Stiassny & Schliewen, 2007 - Copadichromis Eccles & Trewavas, 1989 - Corematodus Boulenger, 1897 - Crenicara Steindachner, 1875 - Crenicichla Heckel, 1840 - Ctenochromis Pfeffer, 1893 - Ctenopharynx Eccles & Trewavas, 1989 - Cunningtonia Boulenger, 1906 - Cyathochromis Trewavas, 1935 - Cyathopharynx Regan, 1920 - Cyclopharynx Poll, 1948 - Cynotilapia Regan, 1922 - Cyphotilapia Regan, 1920 - Cyprichromis Scheuermann, 1977 - Cyrtocara Boulenger, 1902 - Danakilia Thys van den Audenaerde, 1969 - Dicrossus Steindachner, 1875 - Dimidiochromis Eccles & Trewavas, 1989 - Diplotaxodon Trewavas, 1935 - Divandu Lamboj & Snoeks, 2000 - Docimodus Boulenger, 1897 - Eclectochromis Eccles & Trewavas, 1989 - Ectodus Boulenger, 1898 - Enterochromis Greenwood, 1980 - Eretmodus Boulenger, 1898 - Etia Schliewen & Stiassny, 2003 - Etroplus Cuvier, 1830 - Exochochromis Eccles & Trewavas, 1989 - Fossorochromis Eccles & Trewavas, 1989 - Gaurochromis Greenwood, 1980 - Genyochromis Trewavas, 1935 - Geophagus Heckel 1840, - Gephyrochromis Boulenger, 1901 | - Gnathochromis Poll, 1981 - Gobiocichla Kanazawa, 1951 - Grammatotria Boulenger, 1899 - Greenwoodochromis Poll, 1983 - Guianacara Kullander & Nijssen, 1989 - Gymnogeophagus Miranda Ribeiro, 1918 - Haplochromis Hilgendorf, 1888 - Haplotaxodon Boulenger, 1906 - Harpagochromis Greenwood, 1980 - Hemibates Regan, 1920 - Hemichromis Peters, 1857 - Hemitaeniochromis Eccles & Trewavas, 1989 - Hemitilapia Boulenger, 1902 - Herichthys Baird & Girard, 1840 - Herotilapia Pellegrin, 1904 - Heterochromis Regan, 1922 - Hoplarchus Kaup, 1860 - Hoplotilapia Hilgendorf, 1888 - Hypselecara Kullander 1986 - Hypsophrys Agassiz, 1859 - Interochromis Yamaoka, Hori & Kuwamura, 1988 - Iodotropheus Oliver & Loiselle, 1972 - Iranocichla Coad, 1982 - Ivanacara Römer & Hahn, 2006 - Julidochromis Boulenger, 1898 - Katria Stiassny & Sparks, 2006 - Konia Trewavas, 1972 - Krobia Kullander & Nijssen, 1989 - Labeotropheus Ahl, 1926 - Labidochromis Trewavas, 1935 - Labrochromis Greenwood, 1980 - Laetacara Kullander 1986 - Lamprologus Schilthuis 1891 - Lepidiolamprologus Pellegrin, 1904 - Lestradea Poll, 1943 - Lethrinops Regan,1922 - Lichnochromis Trewavas, 1935 - Limbochromis Greenwood, 1987 - Limnochromis Regan 1920 - Limnotilapia Regan 1920 - Lipochromis Greenwood, 1980 - Lithochromis Lippitsch & Seehausen 1998 - Lobochilotes Boulenger, 1915 - Macropleurodus Regan, 1922 - Maylandia Meyer & Foerster, 1984 - (se även Metriaclima) - Mazarunia Kullander, 1990 - Mbipia Lippitsch & Seehausen, 1998 - Mchenga Stauffer & Konings, 2006 - Melanochromis Trewavas, 1935 - Mesonauta Günther, 1862 - Microchromis Johnson, 1975 - Mikrogeophagus Meulengracht-Madsen, 1968 - Myaka Trewavas, 1972 - Mylacochromis Greenwood 1980 - Mylochromis Regan, 1920 - Naevochromis Eccles & Trewavas, 1989 - Nandopsis Gill, 1862 - Nannacara Regan, 1905 - Nanochromis Pellegrin, 1904 - Neetroplus Günther, 1867 - Neochromis Regan, 1920 - Neolamprologus Colombe & Allgayer, 1985 - Nimbochromis Eccles & Trewavas, 1989 - Nyassachromis Eccles & Trewavas, 1989 - Ophthalmotilapia Pellegrin, 1904 - Oreochromis Günther, 1889 - Orthochromis Greenwood 1954 - Otopharynx Regan 1920 - Oxylapia Kiener & Maugé 1966 - Pallidochromis Turner 1994 - Parachromis Agassiz 1859 - Paracyprichromis Poll 1986 - Paralabidochromis Greenwood 1956 - Parananochromis Greenwood 1987 - Paraneetroplus Regan 1905 | - Paratilapia Bleeker, 1868 - Paretroplus Bleeker, 1868 - Pelmatochromis Steindachner 1894 - Pelvicachromis Thys van den Audenaerde 1968 - Perissodus Boulenger 1898 - Petenia Günther, 1862 - Petrochromis Boulenger 1898 - Petrotilapia Trewavas 1935 - Pharyngochromis Greenwood 1979 - Placidochromis Eccles & Trewavas 1989 - Platytaeniodus Boulenger 1906 - Plecodus Boulenger 1898 - Prognathochromis Greenwood 1980 - Protomelas Eccles & Trewavas 1989 - Psammochromis Greenwood 1980 - Pseudocrenilabrus Fowler 1934 - Pseudosimochromis Nelissen 1977 - Pseudotropheus Regan 1922 - Pterochromis Trewavas 1973 - Pterophyllum Heckel 1840 - Ptychochromis Steindachner 1880 - Ptychochromoides Kiener & Mauge 1966 - Ptyochromis Greenwood 1980 - Pundamilia Seehausen & Lippitsch 1998 - Pungu Trewavas 1972 - Pyxichromis Greenwood 1980 - Reganochromis Whitley 1929 - Retroculus Eigenmann & Bray 1894 - Rhamphochromis Regan 1922 - Rocio Schmitter-Soto, 2007 - Sargochromis Regan 1920 - Sarotherodon Rppell 1852 - Satanoperca Günther, 1862 - Schubotzia Boulenger 1914 - Schwetzochromis Poll 1948 - Sciaenochromis Eccles & Trewavas 1989 - Serranochromis Regan 1920 - Simochromis Boulenger 1898 - Spathodus Boulenger 1900 - Steatocranus Boulenger 1899 - Stigmatochromis Eccles & Trewavas 1989 - Stomatepia Trewavas 1962 - Symphysodon Heckel 1840 - Taeniacara Myers 1935 - Taeniochromis Eccles & Trewavas 1989 - Taeniolethrinops Eccles & Trewavas 1989 - Tahuantinsuyoa Kullander 1991 - Tangachromis Poll 1981 - Tanganicodus Poll 1950 - Teleocichla Kullander 1988 - Teleogramma Boulenger 1899 - Telmatochromis Boulenger 1898 - Theraps Günther, 1862 - Thoracochromis Greenwood 1979 - Thorichthys Meek 1904 - Thysochromis Daget 1988 - Tilapia Smith, 1840 - Tomocichla Regan 1908 - Tramitichromis Eccles & Trewavas 1989 - Trematocara Boulenger 1899 - Trematocranus Trewavas 1935 - Triglachromis Poll & Thys van den Audenaerde 1974 - Tristramella Trewavas 1942 - Tridontochromis Greenwood 1980 - Tropheops Trewavas 1984 - Tropheus Boulenger 1898 - Tylochromis Regan 1920 - Tyrannochromis Eccles & Trewavas 1989 - Uaru Heckel 1840 - Variabilichromis Colombe & Allgayer 1985 - Vieja Fernandez-Yepez 1969 - Xenochromis Boulenger 1899 - Xenotilapia Boulenger 1899 - Xystichromis Greenwood 1980 - Yissochromis Greenwood 1980 |